# Schwarzula timida
Schwarzula timida är en biart som först beskrevs av Filippo Silvestri 1902.  Schwarzula timida ingår i släktet Schwarzula och familjen långtungebin. Inga underarter finns listade i Catalogue of Life.